# Souheïli
Abou el-Kassem Abd er-Rahman ben Abdallah, aussi dit Imam Souheïli, Souheïli, Es-Soheïli, est un imam, saint et érudit andalou né en 1114 à Malaga et mort en 1185 à Marrakech. Il est l'un des sept saints de Marrakech. Il compose plusieurs ouvrages dont on retrouve les titres dans Ibn Khallikan et dans Haddji Khalifa. Il est notamment l''auteur du Rawd al Ounouf et de Raouzoul Enif (le Jardin Florissant).
D'après ses biographes, la nisba (le nom) de Soheïli, serait dérivé de Soheïl, village situé près de Malaga où il serait né en l'an 509 de l'hégire.
Il naît aveugle. Il a grandi dans une famille pauvre, mais religieuse et de bonne éducation. Son père lui a enseigné arabe et l'a aidé à mémoriser le Coran. Postérieurement, de célèbres érudits de cette époque lui ont enseigné d'autres sciences, à Malaga et dans autres villes de l'actuelle l'Andalousie. Il meurt en 1185 à Marrakech, où il fut enterré à Bab er Robb, une porte sud de la ville de Marrakech, près Bab Agnaou.